# 西川孟
西川 孟（にしかわ もう、にしかわ たけし、1925年 - 2012年10月25日）は、日本の写真家である。

## 人物
土門拳に師事。日本の精神、美意識の流れをテーマに撮影。

## 略歴
- 1925年 - 大阪府大阪市に生まれる。
- 1955年 - 大阪日本橋テルヰスタジオに主任として入社。
- 1957年 - コマーシャル写真を撮る。
- 1961年 - 土門拳に師事、以後土門の関西での撮影に参加。
- 1966年 - 大阪市に事務所を開く。
- 1967年 - 敷島貿易カレンダー（着物）印刷時報社奨励賞。
- 1968年 - 全国カレンダー展「田辺製薬カレンダー」日本の人形・及び、「住友生命カレンダー」世界の人形印刷時報社奨励賞。
- 1970年 - 全国カレンダー展「三菱電機カレンダー・高雄」印刷工業会長奨励賞。
- 1971年 - 全国カレンダー展「服部貿易カレンダー・風景」通産省繊維雑貨局長賞。
- 1972年 - 全国カレンダー展「大洋興産カレンダー・風景」及び、日本ポスター・カタログ展「三菱電機ポスター」日本印刷工業会長賞。
- 1972年 - 京都五条坂に事務所設置。桂離宮撮影開始。
- 1974年 - 全国カレンダー展「近鉄百貨店・伝統を担う人々」日本印刷工業会長奨励賞。
- 1976年 - 第26回ドイツ国際カレンダー展「神崎製紙カレンダー・日本の庭」金賞。
- 1978年 - 京都・角屋の撮影開始。
- 1977年 - 「KATSURA」ユネスコアジア文化センター賞。
- 1979年 - 「KATSURA」（世界書店）東独にてブックデザイン賞。
- 1986年 - 「殉教」日本写真家協会年度賞。
- 1987年 - 「ひとものこころ」天理教道友社（北京の看板・甲骨文字）にて、第7回土門拳賞。
- 1993年 - 京都市に事務所移転。
- 2012年10月25日 - 慢性閉塞性肺疾患のために死去[1]。87歳没。

## 作品
- 1967年 - 「日本染織美術館・色と文様」（全10巻）光村推古書院
- 1973年 - 「THE TEA CEREMONY」（田中仙翁著）講談社インターナショナル
- 1977年 - 「茶の本 用と美」（田中仙翁著）新潮社
- 1977年 - 「黒田辰秋」講談社　人間国宝シリーズ
- 1977年 - 「桂離宮」（内藤昌論文）講談社
- 1977年 - 「KATSURA」英語版 講談社インターナショナル
- 1977年 - 「KATSURA」独版・仏版
- 1979年 - 「続 坪庭」毎日新聞社
- 1981年 - 「辻が花」伊藤敏子著 新潮社
- 1981年 - 「四天王寺と河内の古寺」集英社
- 1982年 - 「京の離宮」日本の心ー現代日本写真全集　集英社
- 1982年 - 「一竹 辻が花」平凡社
- 1983年 - 「角屋」（内藤昌論文）中央公論
- 1984年 - 「殉教・日本キリシタン史」遠藤周作、松田毅一共著 主婦の友社
- 1984年 - 「おやさま」天理教祖と初代信仰者たち 主婦の友社
- 1986年 - 「ひとものこころ」天理教道友社（漢代の銅器・韓国の民俗・画像博・殷 周の文物）
- 1987年 - 「ひとものこころ」天理教道友社（北京の看板・甲骨文字）
- 1987年 - 「ひとものこころ」天理教道友社（縄文・弥生古墳・阿波浄瑠璃・隋 唐の文物）
- 1987年 - 「西田王堂」産経新聞
- 1989年 - 「ひとものこころ」天理教道友社（パプアニューギニア）
- 1989年 - 「龍安寺」「西芳寺」日本の庭園美シリーズ 集英社
- 1991年 - 「ひとものこころ」天理教道友社（アンデスの染織・アイヌのきもの・古代オリエントI・古代オリエントII）
- 1992年 - 「京の町家」淡交社
- 1992年 - 「姫路城」日本名建築選集 新潮社
- 1993年 - 「京都御所・仙洞御所」日本名建築選集 新潮社
- 1993年 - 「老宇無事」高林家 私家版
- 1993年 - 「ひとものこころ」天理教道友社（台湾原住民の服飾）
- 1994年 - 「聖域 伊勢神宮」（内藤昌論文）ぎょうせい
- 1995年 - 「Himeji Castele」Ernst& Sohn （独版）
- 1998年 - 「想い出の学舎」天理看護学院30年史 非売品
- 2006年 - 「名作写真館 西川孟 日本の美」小学館
- 2018年 - 「京の町家　杉本家」（株）淡交社